# Isla Stil
Isla Stil (en albanés: Ishulli i Stilit) es una pequeña isla de la costa del país europeo de Albania. La isla de Stil se encuentra en el mar Jónico, en el sur de Albania. Aunque no es el punto más meridional de su territorio, si constituye la punta más meridional de la costa de Albania. La isla es muy rocosa. Administrativamente depende del Condado de Vlorë.